# Scheuern
Scheuern es un municipio situado en el distrito de Bitburg-Prüm, en el estado federado de Renania-Palatinado (Alemania). Tiene una población estimada, a fines de 2020, de 44 habitantes.
Forma parte de la comunidad de municipios (en alemán, verbandsgemeinde) de Südeifel.
Está ubicado al noroeste del estado, en la región de Eifel, cerca de la frontera con Luxemburgo, al norte de la ciudad de Tréveris y del río Mosela —un afluente del Rin por la izquierda—.